# 赵学敏 (1945年)
赵学敏（1945年10月—），男，汉族，陕西三原人，中华人民共和国政治人物。现任中华人民共和国濒危物种进出口管理办公室主任、中国野生动物保护协会会长。

## 生平
赵学敏曾任甘肃省政府副秘书长、福建省委秘书长、福建省委副书记、福州市委书记、国家林业局副局长等职务。